# 流罪

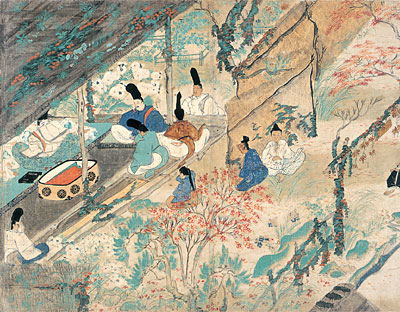
伝藤原信実『承久本北野天神縁起絵巻』。太宰府へ流罪となった菅原道真が恩賜の御衣を見て涙を流している。

流刑（るけい、りゅうけい）とは、刑罰の一つで、罪人を辺境や島に送り、その地への居住を強制する追放刑の一種。日本においては律令制の五刑の一つ流罪（るざい）が知られ、流刑と同義語で用いられることもある。流刑地に処することは配流（はいる）という。
歴史的には、本土での投獄より、遠いところに取り残された方が自分一人の力だけで生きていかなければならなくなり、苦痛がより重い刑罰とされていた。ほか、文化人や戦争・政争に敗れた貴人に対して、死刑にすると反発が大きいと予想されたり、助命を嘆願されたりした場合に用いられた。配流の途中や目的地で独り生涯を終えた流刑者は多いが、子孫を残したり、赦免されたりした例もある。脱走を企てた流刑者や、源頼朝、後醍醐天皇、ナポレオン・ボナパルトのように流刑地から再起を遂げた（一時的な成功も含めて）政治家・武人もいた。
日本では離島・僻地への文化伝播に大きな役割を果たしたほか、海外ではシベリアやオーストラリアといった植民地に労働力を送り込む強制移民としても機能した。
一般的な日本語としては単に「島流し」という場合もある。英語においては、イギリスにおいて導入された国外の流刑地に送る措置は「Penal transportation」と呼ばれる。「Banishment」は流刑を含む追放刑を指す言葉であり、「Exile」は追放刑一般や亡命を含む。

## 日本における流罪

### 歴史
記録に残る最初の流刑は允恭天皇時代に兄妹で情を通じたとして軽大娘皇女と木梨軽皇子を伊予国に流したものがある。古代の流刑は特権階級に対する刑罰であり、政治的な意味合いが強かった。古代には神の怒りに触れたものを島に捨て殺しにすることがよく行われており、これが流罪の萌芽ともされる。
律令制の導入ともに用いられた「流罪」は律における五刑の1つであり、畿内からの距離によって「近流（こんる/ごんる）」、「中流（ちゅうる）」、「遠流（おんる）」の3等級が存在した。配流先は近流が越前と安芸、中流は信濃と伊予、遠流は佐渡・伊豆・隠岐・阿波・土佐・常陸の6か国がそれぞれ該当した。927年に成立した延喜式によれば、追放される距離は近流300里、中流560里、遠流1500里とされている。実際には、罪状や身分、流刑地の状況などにより距離と配流先は変更された。配流された人物は刑地への居住を強制され、一定期間の徒刑を科せられた。平安時代には流刑者の護送は検非違使によって行われていたが、末期には武士によって行われるようになった。また平家政権期では藤原成親などの流刑は朝廷の刑罰ではなく平家による私刑であったとも見られており、武士による流刑はこの時期に始められたと見られる
鎌倉時代に入ると、流刑者の護送を含む諸業務は関東諸公事とされ、守護や地頭によって行われるようになった。また朝廷の刑罰だけではなく幕府の刑罰としても流罪は行われるようになり、凡下や非御家人も対象となり、犯罪には盗みや殺人も含まれるようになった。
室町時代中期から末期（戦国時代）における流罪は、幕府の秩序が京都近辺にしか及んでいないことから、権力闘争に敗れた公家や武者などが流罪を受けると、流刑地にたどり着くまでに落ち武者狩りの対象となって命を落とすことが多く、流刑地まで無事に辿り着くことも容易でないために、実質的には死罪として機能し、当時もそのようにみなされていた（『看聞日記』永享六年五月十六日条）。中には、流罪を言い渡した足利将軍の手配のもと、護送している人物によって殺害されたケースすらあった。これらは、没落した人間は庇護する人物がいなくなったと同時に保護の対象から外れ、略奪の対象となるのが当たり前、という当時の一般常識がその根柢にあると考えられている。このため、後日赦免することを前提に流罪を言い渡す場合には、事前に身の安全を確保するための特別な政治的配慮を必要としていた。
江戸時代には流刑は死刑に次ぐ重い刑罰とされた。江戸幕領では御定書百ヶ条によって伊豆七島の島流し（遠島刑）が定められていた。また、天領以外の藩では藩ごとに状況が異なるものの、概ね島がある藩では島流し、そうでない藩では終身永牢が一般的だった。流謫の男性は妻帯が禁止されていたが、伊豆諸島においては水汲女・機織女という事実上の現地妻が黙認されていた。現地妻には犯罪防止の効果があると考えられていた。死刑に次ぐ重い刑罰であるが、より軽い重追放より定住して医療にもかかれ妻帯も黙認される遠島になることを願う例もあった。島抜は死罪である。
流刑地とされた八丈島では「赦免花」という伝説が生まれた。赦免花は無実の罪に抗議して餓死したと伝えられる僧侶・慈運の墓にあった２本のソテツの花であり、これを見つけた流人の多くに、不思議と赦免の知らせが届いたとされる。また、同じく流刑地とされた三宅島ではリュウゼツランが「赦免花」とされる。
明治維新の直後には統一された全国の刑法はなく、府・県・藩はそれぞれ別個の刑罰を行っていた。新政府は明治3年（1870年）の新律綱領にて五刑の一つとして流罪を定めた。これに先立つ11月に定められた準流法において流刑地は北海道と規定され、刑期は5年・10年・15年の三段階に分けられた。明治15年（1882年）に施行された刑法で規定された流刑は無期徒刑に次ぐもので無期・有期の2段階に分けられている。対象は「内亂ニ關スル罪」の121条、「外患ニ關スル罪」の131～133条で定められたものであり、「國事ニ關スル重罪」に対してのみ適用された。最終的に流刑が廃止されるのは明治41年（1908年）の刑法改正により、本土の刑務所が整備されてからである。
この時代の代表的な流罪として、江戸末期から明治初期までキリスト教徒への弾圧の一環で、政府が村民を流罪にする浦上四番崩れといった事件が起こった。

## 中国における流刑

### 舜による追放伝説
『尚書』舜典およびその孔伝（孔安国のものとされる注釈）には舜が共工・驩兜・三苗・鯀を辺境に追放したという伝説が載せられている。これを史実とはみなせないものの、古代中国社会に共同体からの追放刑があったことを示すとともに、後世においてこのことが流刑（日本における流罪）の根拠となる先例として用いられた事実（『魏書』源賀伝および唐律名例律4条疏）は注目される。とはいえ、古代中国社会にあった追放刑は小規模な国家群に分立して他国への逃亡がしやすくなった春秋戦国時代にはほとんど行われなくなったとみられ、後世の流刑との直接的なつながりは存在しないとされている。

### 流刑成立以前
秦漢以後に「遷刑」と呼ばれる刑が登場する。この刑はしばしば流刑と混同されることが多いが、実際のこの刑は社会からの隔離を意図したものであって、必ずしも遠方・辺境への移動を意味するものではなく、癩病のような伝染病の感染や親不孝などを理由として行われる場合もあった（睡虎地秦簡「法律答問」「封診式」）。また、当時は肉刑・城旦刑などが死刑の次に重い刑とされ、遷刑はそれよりも軽い刑と考えられていた。秦や漢では政治犯や廃された諸王が蜀の地に移される事例がみられるが、これも蜀が辺境だからではなく、周囲を山で囲まれた隔離された土地であったからとみられている。前漢に入ると肉刑が廃止されたことにより、死刑と労役刑の中間にあたる刑が存在しないことになった。そこで死一等を減ずる刑として登場したのが辺境に罪人を移す「徒遷刑」と呼ばれる刑である。ただし、これも辺境に隔離して労役刑に服させることを目的としており、後世の流刑とは異なるニュアンスを含んでいた。また、徒遷刑は（死刑の）代替刑としての立場を崩すことなく、後世の流罪のように主刑と成り得なかった。

### 北魏による「流刑」の導入
北魏の太和16年（492年）、孝文帝の下で新たな律が定められ、ここで初めて後世知られるような主刑としての「流刑」が登場する。新しい律はこの年の4月に制定されたが、翌月になって孝文帝が詔によって自ら追加したのが流罪の規定であったという（『魏書』巻7下、高祖紀）。北魏では前代以来の徒遷刑が文成帝の時代に終身刑の要素を加えた代替刑「徒辺」として実施されていた。が、ここにおいて主刑としての流刑が登場して死刑の次に重い刑として位置づけられたのである。
その後、北魏は分裂して北斉と北周となるが、北斉では労役として配流先での戌辺（兵役）と組み合わされ、北周では罪の重さによって流される距離に差異を置く規定（北周では5段階）が加えられた。両国に代わって北朝を再統一した隋が流罪を1つの体系の元に整理し、更に南朝を征服してその支配地域にも流罪を適用していくことになる。隋の制度では北斉・北周の制度を受け継ぎつつも、いくつかの手直しも図られた。まず、罪によって配流する距離を3段階（千里・千五百里・二千里）に整理して、また配流先での居作（兵役を含めた労役）も最高3年（徒刑における最高刑と等しい）を併せて課した。その上で一度配所に到着した流人は恩赦があっても特別なこと（流人の帰還が明記されているなど）がない限りは郷里への帰還が許されなかった。また、事情によっては居作は課すものの、配流を行わずに罪に応じた杖刑によって代替されるケースもあった（隋独自の規定である。以上、『隋書』刑法志）。北魏から隋にかけて、戸籍などが整備されて民を特定の居住地に拘束して他の地域への自由な移動が禁止される（役人や商人などにならない限りは一生故郷で過ごす）ようになった状況下で、見たことも無い他の土地へ強制的に移されることは威嚇効果としては相当のものがあった。また、本来死刑と徒刑などの労役刑との中間の刑罰にあたる肉刑の復活が困難な状況において、儒教の経典である『尚書』の故事を根拠として用いることが可能な（儒教道徳的見地から批判される可能性が低い）流刑を新たに導入することで死刑と労役刑の間の大きすぎる格差の解消をもたらす意味もあった。

### 唐代の流刑
続く唐代の流刑は日本の流罪にも大きな影響を与えたが、その特徴として以下の原則があったことが知られている。
- 罪の重さによって二千里・二千五百里・三千里の距離に分けられる（当時の唐の1里は約560m）。その基準に関しては、元の居住地とする説と都（長安）であるとする説がある[注釈 2]。
- 配所にて、首枷を付けられた上で「居作」と呼ばれる強制的な労役を1年間科された。なお、三千里の配流に処せられた者のうち、特に罪が重い者は「居作」は3年間とされた。これを加流刑と称する。
- 流人の妻妾は必ず配所に同行しなければならない。ただし、父祖・子孫は希望によった。
- 居作の終了によって流刑は終了するが、そのまま現地の戸籍に附されてそこの民として残る人生を送ることになり、二度と元の居住地（大抵は故郷にあたる）に戻ることは許されなかった。
- 反逆罪やそれに連座した者（死刑から死一等を減ぜられて流刑になった者を含む）を除いては、配所到着から6載後（6回目の新年を迎えた後、6年後ではないことに注意）を経た者は仕官を許される（ただし、法によらず皇帝の意向で流刑にされた場合は3載後に短縮される）。
- 流内官品を持つ官人は「五流」と称される5つの罪（加流刑に相当する罪、反逆への連座、過失によって父祖を死傷させる罪、十悪の1つである不孝の罪、恩赦にあっても猶流刑に相当する罪）に該当しない限りは実際に流罪にはならない。流罪の場合は除名となり、官爵は剥奪されるが、居作は免除される。
- 以上の規定にもかかわらず、皇帝の判断によって流罪に相当しない者の刑が重くなって流刑にされたり、新たに法令として格に追加されたりした。その場合、五流に相当しない官人でも除名・官爵剥奪の上で配流されることがある。また、刺史や上佐（別駕・長史・司馬などの地方における上級の補佐官）に貶官（左遷）させる処分が流刑の代替として行われることもあった。

とはいえ、流刑自体が儒教経典を根拠とする刑罰であり、その規定は社会の実情どころか、律令の他の規定とも整合性に欠ける場合があったために、唐における流刑の諸原則が確定した貞観11年（637年）制定の貞観律の制定からわずか3年後には実際の配所は特定の辺境の州に限定されることになり、距離別の規定が空文化した（罪が重ければ、より辺境に流されることにはなっていたが）。また、流刑に対する恩赦は配所到着前でなければ有効とされていなかったが、皇帝が恩赦の際に流人に対する恩赦の文言を加えることで有効とされ、実際に皇帝の恩恵を示すために流人の放還（元の居住地への帰還）や量移（都に近い場所への変更）が行われていた。更に配流された官人が6載後に再度仕官が許されると言う原則は実は流刑の本質と矛盾するものであった。すなわち、役人は自由な移動を禁じた律令の規定の対象外であり、再度仕官となれば配所から離れることが可能であったからである。更に理論上では庶民も商人などのように官の特別な許可があれば移動が可能であったから、配所における居作を終えて現地の戸籍に登録された元流人がその規定を利用して配所を出る可能性もあった。こうした矛盾を解消するために元和8年（813年）に6年過ぎた流人の放還が認められ、開成4年（839年）に制定された開成詳定格によって法令として正式に規定された。もっとも、この時期になると地方政治の混乱によって配所の地方官が流人の管理を行わずに、勝手に配所を抜け出して故郷に舞い戻ったり他所に放浪したりすることが行われ、終身にわたって配所に置いておくこと自体が困難になってきたことが背景としてあった。そして、黄巣の乱以後の一層の社会的混乱によって罪人の管理が困難になると、徒刑や流刑のような執行完了までに時間がかかる刑罰が敬遠され、杖刑や死刑による対応へと移ることになった。

### 宋代の配流と配軍
宋代になると律令が再び整備されたものの、唐末以来の過酷な規定が残されたままであり、多くの死刑囚を生み出していた。それを緩和するために出されたのが、折杖法である。折杖法によって本来流刑にされる者は脊杖（背中打ちの刑）＋在所での配役（強制労働）1年（加流刑の場合は3年、女性の場合は淳化4年（993年）以降は免除）によって代替されることになり、実際に配流されることはなくなった。代わって、従来死刑に処せられることになっていた者（通常は律本来の規定にはなく、特別法である格や勅による規定で死刑にあたる者）が皇帝の特恩によって、反対に皇帝によって配流相当とされた政治犯などがその特旨によって配流されるようになった。
宋代における配流およびその関連用語を一括する言葉として、編配と配隷という語がある（どちらも単独の刑罰を指す言葉ではないことに注意）。編配は「配流・配軍・編管」、配隷は「配流・配軍・配役」をまとめた総称にあたる。
このうち、配流が本来宋代における流刑に相当するものである。配流に先立ってまず死刑判決が出され、脊杖20回と刺面（顔に入れ墨を施す）を行なった後に皇帝に死刑判決の確認を求める奏裁を行うために、都（開封、後に臨安）に赴闕（都への護送）が行なわれる。そこで罪人は皇帝に謁見して皇帝より「罪一等減じる」との勅が授けられ、枢密院によって具体的な配流先が決められ（ただし、ここまでの手続は形式として整ったものであり、景徳3年（1006年）以後は冤罪を訴える者など実際に再審理の必要性があるものを除いて皇帝への謁見は省かれた）、唐代と同様に官の監視の下に首枷をはめられて労役に従事した。配流先としてもっとも代表的であったのは、沙門島である。この島は現在の山東省長島県にある長山列島の1つ廟島のこととされている。宋の建国当初は北方には契丹の勢力があり、南方には南唐・呉越などが依然として存在していたためにそうした国境近くの辺境への配流は好まれず、一部で西北辺境などへの配流も行なわれていたものの、主としてこの島への配流が中心となった。宋の天下平定後は南方などの辺境への配流も行なわれることとなるが、依然として沙門島への配流がもっとも重いものとして扱われており、実際にその過酷な環境（自然環境・食糧不足・守衛の官吏や兵士からの虐待など）から命を落とすものは珍しくなく（『続資治通鑑長編』巻119・景祐3年7月辛巳条）、恩赦が出たとしても量移の対象にしかなり得なかった。なお、官人が政治的な理由で配流とされた場合には脊杖・刺面は行われず、沙門島へ送られた場合でも官による一定の保護が存在していた（数が少ないものの、配軍にされた官人に対しても脊杖・刺面は免除された）。その後、配流とされた者でも咸平元年（998年）沙門島に流す程でもないとされた雑犯者は各地の軍隊の下に送られて労役に従事し、景祐3年（1036年）には沙門島への配流者を広南路の遠悪州軍（辺境の環境の悪い地域の軍）に振り替えて沙門島へ流す人数を減らした。
一方、配軍は赴闕の後に各地の軍隊に配属され生涯にわたって兵役に就く刑罰である。必ずしも辺境に送られるものではなく、初期の頃は居住する州にある廂軍などの雑用を行う部隊に配置されることが多かった。（なお、当時は一般の兵士でも刺面して一般人との区別を行なう習慣があり、そうした意味でも軍隊は労役を行なわせる場所に相応しかった）。配軍の原型は配流者の増加の対策の一環として太平興国9年（雍熙元年:984年）に窃盗で死刑に相当する者に無期限の労役としたのが起源である。それが雍熙2年（985年）になって本城軍（居住州の軍隊）での労役、すなわち配軍に変更されたのである。その後、咸平4年（1001年）になって福建・広南・江浙・荊湖の強盗・持仗（劫盗）は都から遠隔であることを理由に赴闕を行なわずに五百里以上離れた軍への配軍が行なわれるようになった。更に天聖8年（1030年）には二千里以上離れた軍への配軍が実施される例も現れる。こうした措置の背景には凶悪犯の中には居住地の軍隊に配軍した場合、現地に住む被害者や告発者およびその関係者に被害が加えられる可能性があることを危惧したとされている。このように、11世紀前半になると配流の対象として軍隊が加えられ、配軍の対象が遠隔地に移動が加えられたことで、本来別の内容であった配流と配軍の区別がほとんど失われ、死と隣り合わせであった沙門島への配流を頂点とする序列が形成されることになった（ただし、沙門島自体が後に金に奪われており、配流先からは消えることになる）。
流刑とは異なるものの、共通する部分を有する刑として配流・配軍と一括にされたものとして編管と配役がある。編管は罪を犯した者が、居住州から隣接する州、または五百里・千里などの距離が離れた州に移されて簿籍に附けて官吏の監視下に置かれる措置である。唐以前の流刑と似たような側面を有しているものの、宋の配流・配軍のような終身の労役は課されず、免除されるか有期の配役であり、当初は無期の編管や期間終了後の現地の戸籍への強制的な編入もあったものの、北宋末期には恩赦がなくても6年後には放還される（事実上刑期を6年とする）ことが制度化されていた。これは、編管の主たる目的な罪人を居住地から切り離して監視下におくことであり、遠隔地への追放や労役を目的とした流刑とは異なる要素を持った刑であったことによる。配役は前述のように軍隊を含めた役所での有期の強制労働であり、本来の流刑に対する折杖法に基づいた代替刑の1つとしても行われていた。

## ヨーロッパ

### 古代ギリシア
陶片追放にて、追放を行っていた。

### イギリス

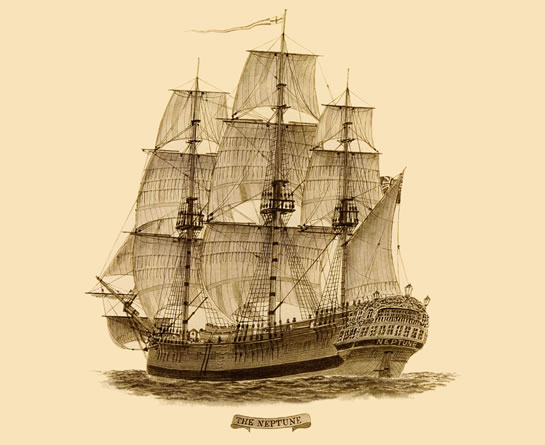
囚人船Neptune

18世紀以前は、後代に血の法典と呼ばれる死刑だらけの法律が施行されていた。17世紀ごろから法律の見直しが行われ、1610年からアメリカが独立する1776年まで、英領アメリカへ流刑が行われていた。アメリカが独立すると移送先がオーストラリアやタスマニアに変わった。
1786年にイギリス政府はオーストラリアのボタニー湾に流刑植民地を建設することを決定。以後、ファースト・フリート(最初の植民船団)を皮切りに流刑地となった。
1788年にはシドニー最初の入植地としてロックスが兵士や囚人たちによって開拓され、アーガイル・カットの切通しなどが囚人の手によって造られた。
1829年には、タスマニア州に送り込まれた流刑囚がイギリス船を奪取し、日本沿岸に来航した牟岐浦異国船漂着事件が起きた。
ブリスベンも元々は国内流刑地として開拓された街で、1839年の流刑制度廃止まで流刑地として利用され、以後は一般の移住者が増加してオーストラリア第3の都市となった。
1788年から1868年の間に、イギリスとアイルランドから約16万人の囚人が送られた。
イギリス領インド帝国
インド独立運動などの政治犯がアンダマン諸島へ送られた。

### フランス
18世紀以前まで、déportation, transportation, relégation など用語が固まっていなかった。
1670年犯罪王令13条では、死刑に次ぐ刑罰として、終身ガレー船漕役刑、終身追放刑、有期ガレー船漕役刑、有期追放刑を定めた。
18世紀以降、流刑が死刑の代わりとして処刑方法に加わった。その対象は主に政治犯であった。
1791年刑法典は、新たな刑罰として足枷刑（peine de fars）、独房刑（peine de la gêne）、勾留刑（peine de la détention）、植民地流刑（peine de la déportation）、公民権剥奪（peine de la dégradation civique）等を定めた。
1810年刑法典は、名誉刑として8条で首輪刑（peine de carcan）、追放刑（peine de bannissement）、公民権剥奪（peine de la dégradation civique）等を残した。また、7条3項に追放刑（peine de déportation）を定め、その科刑の方法は17条で帝国本土外の政府の定める場所に移して終身とどまるものとされた。17条では追放刑（peine de déportation）について、追放者が帝国本土に戻った場合には身元確認を行った上で終身強制労働に処するとされ、追放者が帝国軍の占領地で拘束されたときは追放地に戻すと規定した。
1960年6月4日、フランス法から流刑は全て除去された。

## 追放刑を禁じている国
- パナマ（パナマ憲法30条） - 死刑とともに禁止[30]。

## 主な流刑地

### 日本
律令体制下では、流には畿内からの距離により3つの分類があった。近流は越前・安芸の2か国。中流も信濃・伊予の2か国。遠流は佐渡・伊豆・隠岐・安房・土佐・常陸の6か国で、後に上総・下総・陸奥・越後・出雲・周防・阿波が追加された。また、夷島など朝廷や幕府の支配が及ばない「国外」とされる地域もあった。江戸時代にかけて、八丈島など多くの島や遠国が中央・地方の各政権によって流刑地とされた。
加賀藩の流刑地のひとつ、五箇山の旧平村（現在の富山県南砺市）田向集落には、江戸時代の流刑小屋が日本唯一の珍しい民俗文化財として復元されているほか、旧上平村には、流刑人の脱走を防ぐために架橋の代わりに使われた籠渡しが再現されている。

### アジア
- 朝鮮
  - 済州島
  - 江華島
  - 咸鏡道
- 中国
  - 海口
- インド
  - アンダマン・ニコバル諸島

### ヨーロッパ
- イギリス
  - オーストラリア（オーストラリアの囚人遺跡群）、タスマニア島など
  - セントヘレナ：ナポレオン・ボナパルト（ただし刑法上の流刑ではなく、超法規的な特例措置）
- ロシア
  - カムチャツカ半島：モーリツ・ベニョヴスキー
  - 樺太：ブロニスワフ・ピウスツキ
  - シベリア（コルィマ鉱山など）：フョードル・ドストエフスキー
- フランス
  - 仏領ギアナ・デビルズ島
  - ニューカレドニア
  - シャトー・ディフ
  - オレロン島
- ポルトガル
  - マデイラ諸島
- 神聖ローマ帝国
  - ハンガリー：オスマントルコとの国境地域[35]

### アメリカ
- アルカトラズ島

## 主な流人

### 日本
以下、時代に関わらず流罪になった著名人を列挙する。
- 蝦夷地：花山院忠長
- 陸奥国：隆寛、河野通信、円観
- 出羽国：沢庵宗彭、本多正純
- 越後国：源成雅、明遍、親鸞、坊門忠信、菊亭晴季
- 佐渡国：安宿王、伴国道、藤原致忠、源頼治、源義綱、源明国、藤原盛憲、源成雅、文覚、順徳上皇、日蓮、京極為兼、日野資朝、世阿弥、小倉実起
- 常陸国：麻績王、藤原季仲、藤原教長、行命、阿野全成、万里小路藤房、土方雄久
- 上総国：平時実
- 下総国：北条顕時、花山院師賢、大野治長
- 安房国：紀豊城、範長、難波頼経、比企能本
- 上野国：緒方惟栄
- 下野国：源師仲、藤原成憲、澄憲、万里小路季房
- 相模国：藤原高衡
- 伊豆国：藤原良継、氷上川継、長野女王、橘逸勢、文室宮田麻呂、伴善男、源光清、藤原実政、仁寛、藤原隆長、源頼朝、源通家、山木兼隆、文覚、伊賀の方、忠快、高階泰経、難波頼経、日蓮、役小角、源惟清、源為朝、鹿野武左衛門、宇喜多秀家、永見長良、竹内敬持、近藤富蔵、大岡忠品、佐原喜三郎、英一蝶、生島新五郎、相馬主計、ジュリアおたあ、佐々木卯之助、仙石小太郎
- 信濃国：鬼女紅葉、源資賢、日樹、伊賀光宗、絵島、吉良義周.松平忠輝、大庭恭平
- 甲斐国：源義清、源清光、蘭渓道隆、有馬晴信、良純入道親王
- 能登国：平時忠
- 越前国：中臣宅守、源顕清、一条実雅、上杉重能、畠山直宗
- 尾張国：藤原師高、藤原師長[注釈 3]
- 伊勢国：松平忠輝
- 近江国：大久保忠隣
- 紀伊国：真田昌幸、真田信繁
- 丹波国：静賢
- 但馬国：雅成親王、藤原隆家[注釈 4]
- 播磨国：山鹿素行
- 伯耆国：長谷部信連、里見忠義
- 美作国：松倉勝家
- 備前国：藤原成親、松殿基房、頼仁親王、宇都宮国綱
- 備中国：能円
- 備後国：和気広虫、平信範、平信基、松平綱国
- 出雲国：藤原兼長、平時忠、藤原尹明
- 石見国：小野寺義道
- 安芸国：源国直、源行綱、全真
- 隠岐国：藤原田麻呂、藤原刷雄、藤原雄依、小野篁、伴健岑、藤原千晴、平致頼、源頼房、源義親、藤原経憲、板垣兼信、佐々木広綱、後鳥羽上皇、後醍醐天皇、樋口功康
- 周防国：源仲宗、藤原季仲、藤原範忠、宇都宮朝業
- 長門国：藤原惟方
- 淡路国：淳仁天皇、不破内親王、早良親王
- 讃岐国：崇徳上皇、法然、三好吉房
- 阿波国：源仲清、藤原成隆、藤原俊憲、藤原経宗、良弘、土御門上皇、堀田正信
- 伊予国：木梨軽皇子、藤原雄友、安倍宗任、覚憲、松平光長
- 土佐国：蘇我赤兄、石上乙麻呂、大伴古慈斐、池田王、氷上志計志麻呂、弓削浄人、讃岐永直、紀夏井、菅原高視、源則理、源頼親、源頼資、源光信、源盛行、藤原実清、藤原師長、源希義、源隆保、法然、宇都宮朝綱、土御門上皇、京極為兼、尊良親王
- 筑前国：安倍良照、安倍宗任
- 対馬国：日奥
- 壱岐国：船王、幸西
- 肥前国：源頼房
- 豊後国：宇都宮頼綱、松平忠直
- 大隅国：和気清麻呂
- 薩摩国：源光保、佐々木定綱、近衛信尹、俊寛、平康頼、藤原成経、文観、高倉永藤、大炊御門頼国

以下は琉球
- 沖永良部島：大久保利世、西郷隆盛
- 喜界島：大久保利世、村田新八
- 奄美大島：東郷位照

フランス
- ナポレオン・ボナパルト（1回目エルバ島、2回目セントヘレナ島）
- アルフレド・ドレフュス
- ルイーズ・ミシェル

アメリカ
アル・カポネ

## 人以外の流罪
- 翁丸（おきなまろ） - 平安時代（長保2年、西暦1000年）の宮廷で飼われていた犬。一条天皇の飼い猫命婦の御許を驚かせたため、犬の流刑地犬島へ送られる（『枕草子』）。
- 五条天神 - 室町時代1421年、疫病流行を抑えるため（『看聞御記』）[36]
- カラス - カラスが徳川綱吉の頭にフンを落したため（生類憐れみの令）。
- ゾウ - 1413年、李氏朝鮮で何度も人間を殺したことから、順天府獐島へ流罪となった（詳細は、亜烈進卿#朝鮮最初の象）[37][38]。
- ウグリチの鐘 - 教会の鐘だが、暴動を扇動したとされ、舌と耳が切り裂かれ、鞭打ちのあとにシベリアに送られた[39]。

## その他
- 会社組織において地方、特に重要ではない部署に異動させられることを左遷というが、その中で特に重要性の低い部署や遠方（地方都市・郡部や沖縄本島を含めた離島など）の支店等へ異動あるいは子会社や下請け会社に出向させられた場合を「島流し」と喩えることがある。
- 離島での里親留学制度を利用し、家庭内で教育困難な児童を留学させることを現代の「島流し」に喩えることがある。
- インターネットの世界において、モバゲーではアカウントの一時停止処分を受けた人のことを「島流し」と呼ぶことがある。
- 日本において、飛行機旅行の愛好家の間では、離島から帰着する際に搭乗予定の航空機が天候等の理由で到着せず欠航となり、引き続きの滞在を余儀なくされることを「島流し」と呼ぶことがある。 また、航空機が遅延により大阪国際空港（通称・伊丹空港）の運用時間を過ぎた際に、着陸機が近隣の関西国際空港へとダイバートする事も「島流し」と呼ぶことがある。
- 山形県の飛島では、かつて「地方流し」（じかたながし）と呼ばれる島流しとは逆に、本州に流す風習があった[40]。